# 基里玛桥
基里玛桥是位于马来西亚吉兰丹州州古夏的单轨铁路桁架橋。它是仅次于霹雳州的维多利亚桥之后的该国最古老的铁路桥之一。这座桥梁是由都城车辆车厢与金融有限公司于英格兰韦恩斯伯里在1920年5月至1924年7月19日之间修建，以跨越吉兰丹河。该桥于1925年正式由吉兰丹苏丹莫哈末四世主持开幕，并以海峡殖民地总督劳伦斯·基里玛爵士的名字命名。
这座长600米的桥梁被认为是该国最长的铁路桥梁，是一项技术奇迹，在近一个世纪后仍然屹立不倒。这座坚固的黑色实心钢桥极具历史意义。
1941年12月，在马来亚战役开始时，英国陆军撤退至瓜拉吉赖时，炸毁了桥梁的最后一节，以阻止大日本帝国陆军的进攻。直到1948年9月7日，该桥耗费32万5千元，经过两年时间重建后重新开放通行。
该桥梁一直适用于所有车辆，直到1988年2月，当时一座新桥丹那美拉大桥在几公里外的马来西亚联邦4号公路上竣工。
2023年7月3日，吉兰丹州政府耗资50万令吉完成该历史铁桥周遭的美化工程正式开放，包括兴建展望台、开放式历史走廊和休闲公园。地方政府也将在之后准备小商档、休闲步道和公共厕所于公众。在未来，铁路桥周边将设立露营区、跑步道、停车场和垂钓区等，以期望推广丹那美拉县的生态旅游。